# Måns Zelmerlöw
Måns Petter Albert Sahlén Zelmerlöw (sinh ngày 13 tháng 6 năm 1986) là một nam ca sĩ nhạc pop và người dẫn chương trình truyền hình người Thụy Điển. Anh được biết đến từ khi tham gia cuộc thi Idol 2005 và sau cùng ra về ở vị trí thứ 5, đạt ngôi quán quân chương trình Let's Dance mùa đầu tiên và bài hát "Cara Mia" tham dự chương trình Melodifestivalen năm 2007. Zelmerlöw là chủ trì của Allsång på Skansen từ năm 2011 đến năm 2013. Anh tham gia Melodifestivalen vào các năm 2007, 2009 và giành chiến thắng trong năm 2015. Anh tiếp tục giành chiến thắng khi đại diện cho quốc gia tại cuộc thi Eurovision Song Contest 2015 cùng bài hát "Heroes" tại Viên, Áo.

## Thời niên thiếu và nền giáo dục
Sinh ra ở Lund, Måns Zelmerlöw là con trai của Birgitta Sahlén, một giáo sư tại Đại học Lund, và bác sĩ phẫu thuật Sven-Olof Zelmerlöw. Zelmerlöw học âm nhạc ở trường trung học ở Lund và là một phần của một dự án hợp xướng trường. Năm 2002, anh đã chơi một trong những anh em trong vở nhạc kịch Joseph và Amazing Technicolor Dreamcoat tại Slagthuset ở Malmö.

## Sự nghiệp

### 2005:Idol
Zelmerlöw ra mắt công chúng lần đầu tiên vào năm 2005 khi anh tham gia season 2 (mùa giải thứ hai) của Thụy Điển Idol, được phát sóng trên TV4; mặc dù anh chỉ xếp thứ năm và bị loại khỏi giải đấu vào ngày 11 tháng 11 năm 2005, nhưng với giọng ca cuốn hút và ngoại hình ưa nhìn, Zelmerlow vẫn nhận được nhiều sự ủng hộ từ tác giả.

### 2015–2016: Eurovision Song Contest và Perfectly Damaged

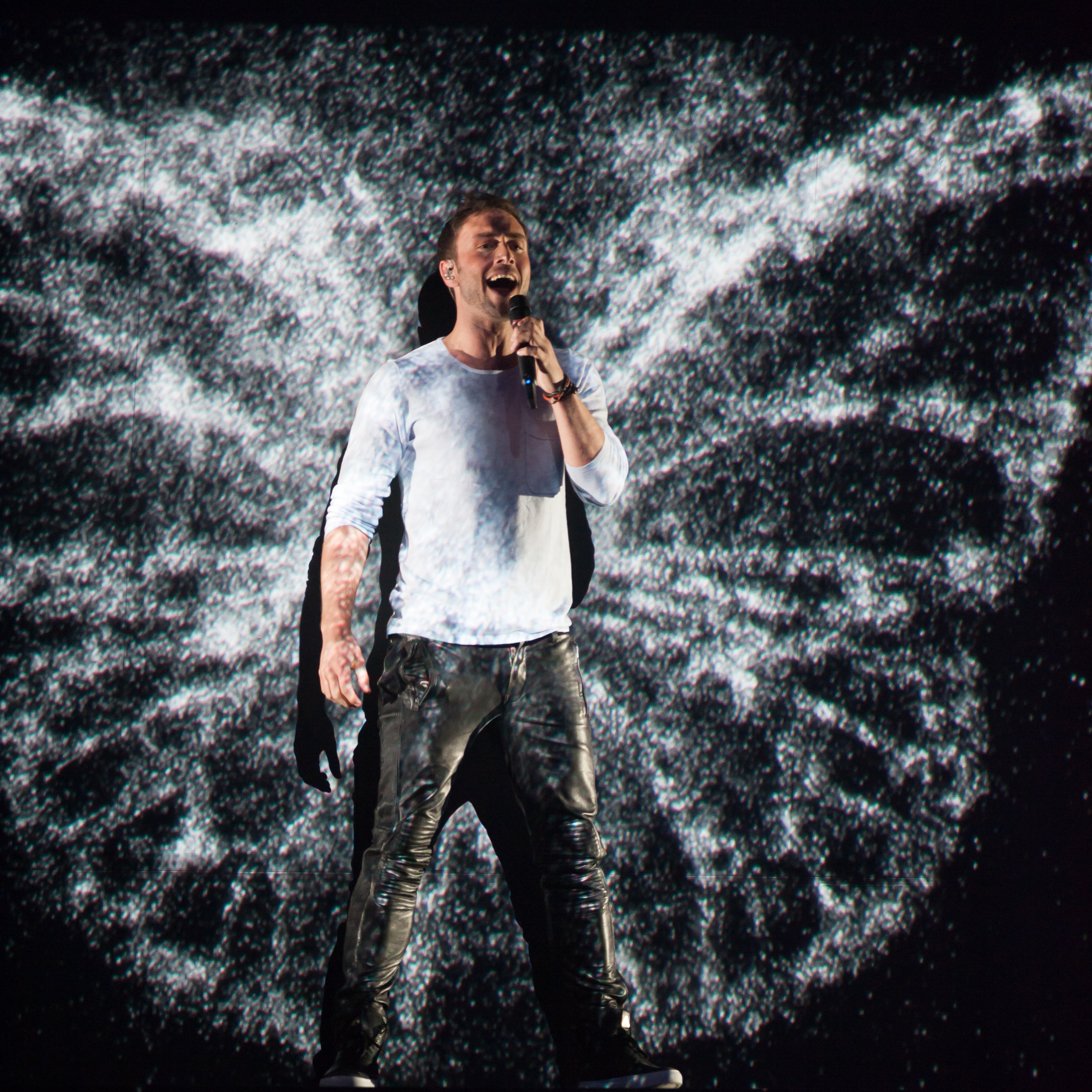
Zelmerlöw tại Eurovision 2015

## Danh sách đĩa nhạc
- Stand by For... (2007)
- MZW (2009)
- Christmas with Friends (2010)
- Kära vinter (2011)
- Barcelona Sessions (2014)
- Perfectly Damaged (2015)
- Chameleon (2016)
- Time (2019)